# Lifestylez Ov Da Poor and Dangerous
Lifestylez ov da Poor & Dangerous is het debuutalbum van de Amerikaanse rapper Big L. Het werd op 28 maart 1995 uitgebracht door Columbia Records. De opnames werden vooral gehouden in de Powerplay Studios in Queens, New York. Het album werd geproduceerd door Buckwild, Craig Boogie, Kid Capri, Lord Finesse en Showbiz.

## Tracks
| Nr. | Titel                                                                                            | Duur |
| --- | ------------------------------------------------------------------------------------------------ | ---- |
| 1.  | Put It On (met Kid Capri)                                                                        | 3:39 |
| 2.  | M.V.P.                                                                                           | 3:40 |
| 3.  | No Endz, No Skinz                                                                                | 3:30 |
| 4.  | 8 Iz Enuff (met Buddah Bless, Herb McGruff, Killa Cam, Mike Boogie, Terra, Big Twan & Trooper J) | 4:59 |
| 5.  | All Black                                                                                        | 4:21 |
| 6.  | Danger Zone (met Herb McGruff)                                                                   | 3:38 |
| 7.  | Street Struck                                                                                    | 4:10 |
| 8.  | Da Graveyard (met Lord Finesse, Microphone Nut, Jay-Z, Party Arty & Grand Daddy I.U.)            | 5:24 |
| 9.  | Lifestylez ov da Poor & Dangerous                                                                | 3:22 |
| 10. | I Don't Understand It                                                                            | 4:21 |
| 11. | Fed Up wit the Bullshit                                                                          | 3:53 |
| 12. | Let 'Em Have It "L                                                                               | 3:58 |

### Samples
- "Put It On" bevat een sample van "Vibrations" van Buster Williams.
- "M.V.P." bevat een sample van "Stay with Me" van DeBarge en "On the Bugged Tip" van Big Daddy Kane.
- "No Endz, No Skinz" bevat een sample van "Rubber Jam" van The Rubber Band en "Four Aces" van Paul Humphrey, Shelly Manne, Willie Bobo, & Louis Bellson.
- "8 Iz Enuff" bevat een sample van "Soul Travelin" van Gary Byrd, "UFO" van ESG, en "Fuck Compton" van Tim Dog
- "Da Graveyard" bevat een sample van "Represent" van Showbiz and A.G..
- "Lifestylez ov da Poor & Dangerous" bevat een sample of "You're as Right as Rain" van Bob James
- "Fed Up with the Bullshit" bevat een sample van "Between the Sheets" van Isley Brothers en "Ain't No Half Steppin'" van Big Daddy Kane.
- "Let 'Em Have It "L " bevat een sample van "Nautilus" van Bob James.

## Niet-verschenen tracks
De volgende nummers haalden het album niet:
- School Dayz
- Timez is Hard
- Clinic
- Devil's Son
- Unexpected Flava

### Samples voor niet-verschenen tracks
- "Timez is Hard" bevat een sample van "In the Ghetto" van Eric B. en Rakim.

## Credits
- Buckwild – productie
- Dino Zervous – techniek
- Big L – zang
- Craig Boogie – productie
- Mike Boogie – zang
- Buddah Bless – zang
- Herb McGruff – zang
- Showbiz – productie
- Trooper J. – zang
- Twan – zang
- Jay-Z – zang
- Tony Dawsey – mastering
- Danny Clinch – fotografie
- Michelle Willems – art direction, design
- Cam'ron – zang
- John Shriver – techniek
- Party Arty – zang
- Terra – zang
- Kid Capri – productie
- Chris Conway – techniek
- Lord Finesse – zang, productie